# Rhithrogena corcontica
Rhithrogena corcontica is een haft uit de familie Heptageniidae. De wetenschappelijke naam van de soort is voor het eerst geldig gepubliceerd in 1986 door Sowa & Soldán.
De soort komt voor in het Palearctisch gebied.